# Planta biennal
Una planta biennal és la que tarda a completar el seu cicle biològic entre 12 i 24 mesos: el primer any creixen vegetativament i el segon floreixen i fan les llavors.

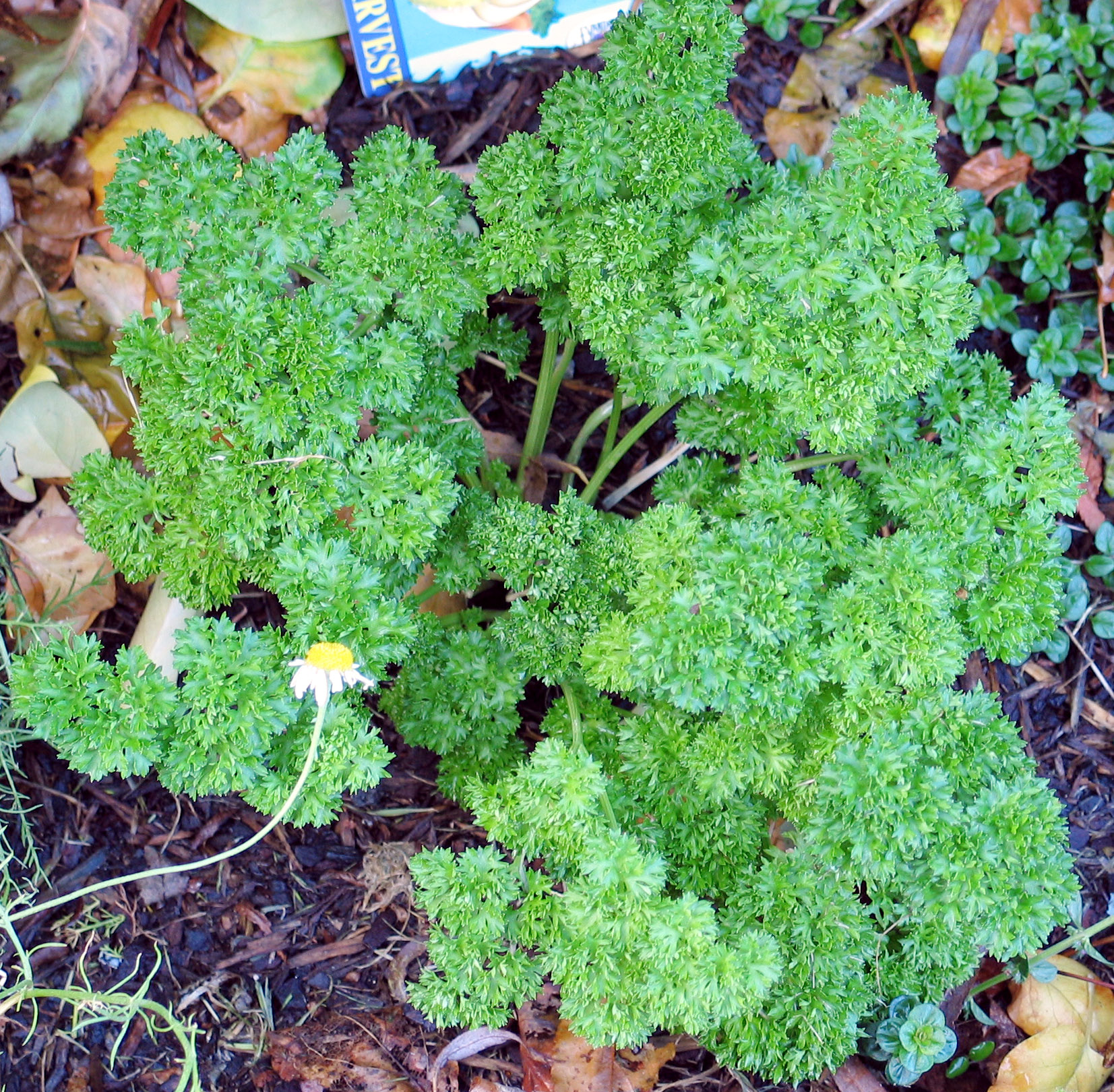
El julivert és una planta biennal.

Hi ha més plantes de cicle anual o perennes que no pas plantes de cicle biennal. Normalment el primer any la planta té la tija curta i de vegades les fulles estan en forma de roseta (disposició radial). Les arrels arriben a la màxima fondària i desenvolupament abans d'iniciar el període reproductiu.
Sovint una planta biennial necessita l'estímul del fred per a poder florir o el procés que s'anomena vernalització.
El segon any (normalment quan comencen a allargar-se els dies a la primavera) creix la tija que porta les flors (popularment es diu que la planta s'espiga). En les plantes agrícoles en què s'aprofiten les fulles i les arrels (espinac, colrave o pastanaga per exemple) aquest creixement de la tija floral fa que ja no es pugui aprofitar el producte perquè resulta fibrós o llenyós i perd les qualitats organolèptiques. En aplicacions econòmiques, només la deixen florir quan és necessari per a obtenir llavors.
Entre les plantes en que s'aprofiten els fruits hi ha el cas especial dels gerds que és pot considerar una planta perenne (amb un sistema radicular que viu molts anys) però amb tiges biennals: El primer any creixen vigorosament però no floreixen ni fan fruits. Cal esperar al segon any per a que aquestes tiges floreixin i obtenir-ne els gerds. Després de fructificar les branques s'assequen.
De vegades plantes biennals quan es troben en determinades condicions ambientals o amb un tractament amb hormona vegetal poden fer el seu cicle en un sol any. Per exemple si es planten espinacs a principi d'estiu fan la tija floral al cap de poques setmanes perquè encara hi ha moltes hores de llum.